# Herdern
Herdern es una comuna suiza del cantón de Turgovia, situada en el distrito de Frauenfeld. Limita al noroeste con la comuna de Mammern, al noreste con Homburg, al sureste con Pfyn, al sur con Warth-Weiningen, y al oeste con Hüttwilen.
Hasta el 31 de diciembre de 2010 situada en el distrito de Steckborn.

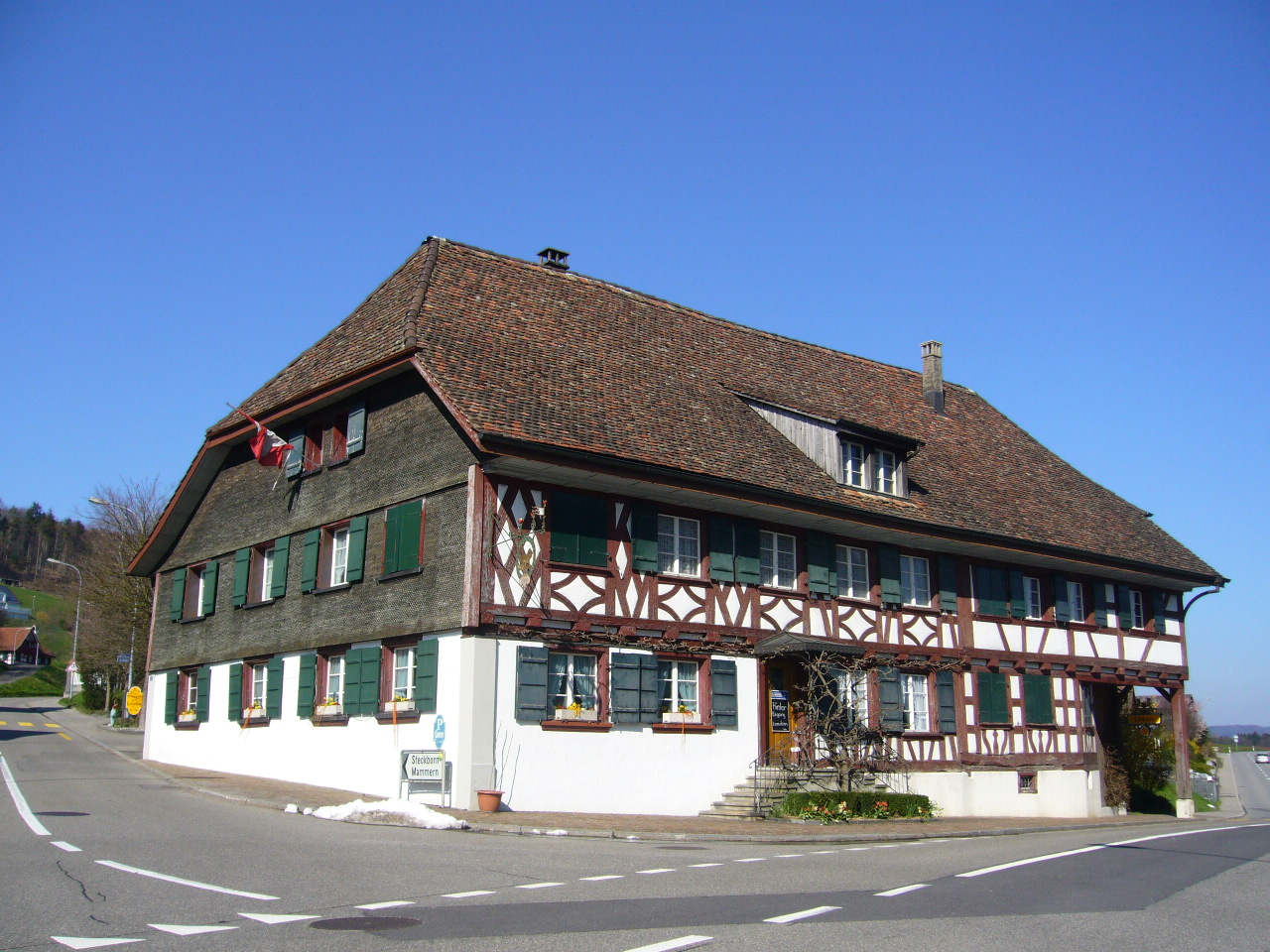
Restaurante Löwen, Herdern.